# Tvøroyri
Tvøroyri (IPA: [ˈtvøːɹɔiɹɪ], danska: Tværå) är en tätort på Färöarna, belägen på den sydligaste ön Suðuroy. Tvøroyri är centralort i Tvøroyris kommun och hade vid folkräkningen 2015 821 invånare.
Tvøroyri har en god infrastruktur och är en av öns viktigaste orter. Här finns bland annat hotell, ett lokalt museum, och Suðuroys sjukhus. Fiske- och handelshamnen ligger i Trongisvágsfjørður, och har ett djup på sju meter. Efter Vágurs hamn är detta öns främsta och viktigaste. 13 skepp med en samlad tonnage på 4 243 bruttoregisterton hör hemma här. Tolv av dessa är fiskebåtar (2002). Bilfärjan MF Smyril har dagliga turer till och från huvudstaden Torshamn härifrån.
Tvøroyri är även tingsställe för Färöarnas domstol, som annars har sitt säte i Tórshavn.

## Historia
Tvøroyri är öns yngsta samhälle och grundades 1836 efter att den danska monopolhandeln grundade en försäljningsplats här. Området var på den tiden mark till markägare i Froðba, men platsen växte sakta men säkert till att bli större och viktigare än grannorten. Det första året bodde det 10 personer i Tvøroyri, år 1860 var det 66. Kyrkan i Froðba flyttades senare till Tvøroyri, vilket också hjälpte befolkningsökningen. Snart blev dock kyrkan för liten och 1908 invigdes den nya Tvøroyris kyrka.
Vid sekelskiftet hade man, förutom köpmän, en skräddare, skomakare, urmakare, bokbindare, barberare och bageri i samhället, och under mellankrigstiden bodde närmare 600 personer i orten. Under denna tid var det Färöarnas näst största stad, tills den år 1940 passerades av Klaksvík.
Tvøroyri är ett av samhällena på Färöarna där man inte har skyltar med gatunamn på. Även om alla gator har namn, finns inga angivna med skyltar.

## Befolkningsutveckling
| Befolkningsutvecklingen i Tvøroyri 1985–2015 | Befolkningsutvecklingen i Tvøroyri 1985–2015 | Befolkningsutvecklingen i Tvøroyri 1985–2015 | Befolkningsutvecklingen i Tvøroyri 1985–2015 | Befolkningsutvecklingen i Tvøroyri 1985–2015 |
| -------------------------------------------- | -------------------------------------------- | -------------------------------------------- | -------------------------------------------- | -------------------------------------------- |
|                                              |                                              |                                              |                                              |                                              |
| År                                           |                                              |                                              | Folkmängd                                    |                                              |
| 1985                                         | 1985                                         |                                              | 1 426                                        |                                              |
| 1990                                         | 1990                                         |                                              | 1 393                                        |                                              |
| 1995                                         | 1995                                         |                                              | 1 172                                        |                                              |
| 2000                                         | 2000                                         |                                              | 1 165                                        |                                              |
| 2005                                         | 2005                                         |                                              | 1 160                                        |                                              |
| 2010                                         | 2010                                         |                                              | 802                                          |                                              |
| 2015                                         | 2015                                         |                                              | 821                                          |                                              |
|                                              |                                              |                                              |                                              |                                              |

## Sport
- TB Tvøroyri
- Hemmaarena: Við Stórá (kapacitet: 4.000)

## Personligheter
- Anker Eli Petersen, konstnär.
- Atli Dam, politiker.
- Jóannes Eidesgaard, politiker.
- Oliver Effersøe, politiker.